# Edburga di Caistor
Edburga di Caistor (... – 670) è stata una monaca cristiana inglese, venerata come santa dalla Chiesa cattolica.

## Biografia
Edburga era la figlia del re pagano Penda di Mercia; insieme alle sue sorelle, santa Kyneburga (moglie del re Alchfrith di Deira), Kyneswide e Chinesdre, si consacrò divenendo suora ed entrando nel convento di Dormundcastor o Caistor nel Northamptonshire. In questo convento morì sul finire del VII secolo e ivi fu sepolta.
Le reliquie di sant'Edburga insieme a quelle dei santi Oswald e Lewin sono state perse nell'incendio dell'abbazia nel 1558. 

## Culto
Il giorno dedicato alla santa è il 20 giugno.